# Познанский, Самуэль
Самуэль Познанский (пол. Samuel Abraham Poznański, идиш שמואל אבֿרהם פּאָזנאַנ'סקי, שמואל אבֿרהם פּאָז‎;
6 октября 1864, Любранец, Российская империя — 5 декабря 1921, Варшава, Польша) — главный раввин и казначей варшавской Большой синагоги, доктор философии, востоковед, эксперт по истории караимов, средневековой истории европейских евреев, эксперт по еврейскому календарю.

## Биография
Самуэль Познанский родился 6 октября 1864 года в городе Любранец в традиционной еврейской семье. С 1882 году обучался в Варшаве в реальном училище, которым руководил Самуэль Дикштейн. После окончания реального училища обучался в Варшавском университете. C 1890 по 1896 год Самуэль Познанский изучал иудаику, ориенталистику и философию в университетах Берлина и Гейдельберга, где получил научную степень доктора философии.
В 1896 году стал раввином. Окончив обучение в германских университетах, Самуэль Познанский вернулся в Польшу, где после смерти главного раввина варшавской Большой синагоги Исаака Цилкова был назначен на его место. Был раввином Большой синагоги до самой смерти. С 1904 года был библиотекарем в Центральной иудейской библиотеке и стал инициатором строительства отдельного для неё здания. В 1897 году Самуэль Познанский принял участие в I Всемирном сионском конгрессе в Базеле.
В годы Первой мировой войны Самуэль Познанский принимал участие в работе благотворительных обществ помощи пострадавшим евреям. 16 апреля 1917 года произнёс торжественную прощальную речь во время похорон Людвика Заменгофа. В 1918 году Самуэль Познанский стал членом Варшавского городского совета. В 1920 году вместе с Меиром Балабаном основал раввинистическую школу «Тахкемони».
В 1921 году руководителями Большой синагоги была предпринята попытка смещения Самуэля Познаского с поста варшавского раввина. Против Самуэля Познанского выступили гурские хасиды, которыми руководил цадик Авраам Мордехай Альтер.
Самуэль Познанский умер 5 декабря 1921 года и был похоронен на варшавском еврейском кладбище (квартал 9, ряд 10). Памятник на могиле Самуэля Познанского был создан еврейским архитектором Генриком Штифельманом.

## Творчество
Самуэль Познанский является автором многочисленных статей по иудаике, ориенталистике. Принимал участие в написании статей в энциклопедиях «The Jewish Encyclopedia» (1901—1906 гг.) и «Еврейская энциклопедия» (1906—1913 гг.).